# Возвращение советским городам исторических названий

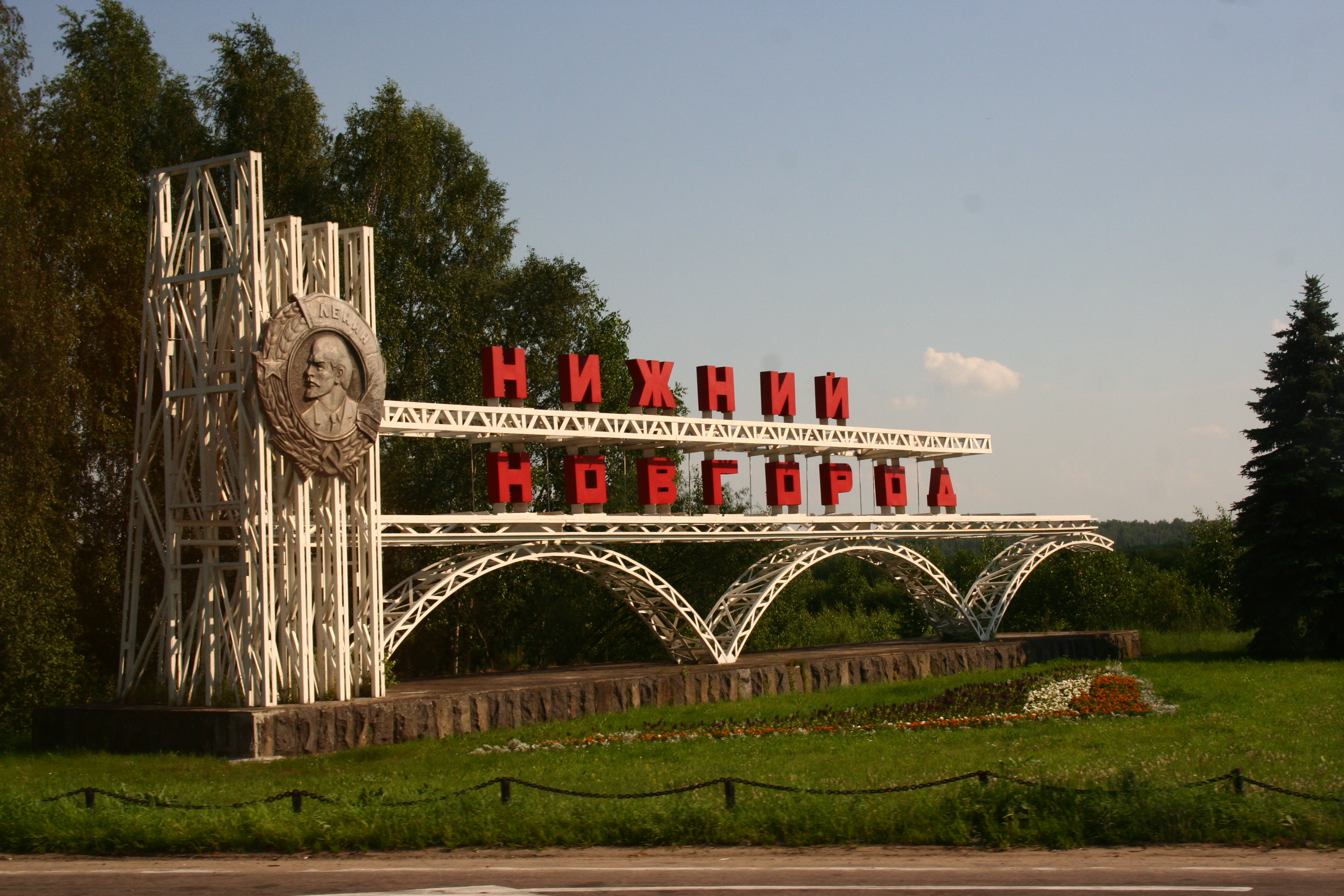
Знак на въезде в Нижний Новгород

Кампания по возвращению советским городам исторических названий (официально в рамках «процесса возрождения исторических первоначальных названий») за вычетом случаев периода Великой Отечественной войны, проводилась в два этапа, в послесталинский и позднесоветский (1988—1991) периоды, главным образом, затронув города на территории РСФСР и Украинской ССР, названные в честь советских партийных функционеров и других личностей советской эпохи. Указами Президиума Верховного Совета РСФСР городам возвращались прежние, исторические названия. Как отмечал Сергей Фёдоров, кампания по возвращению городам их прежних имён проводилась «по требованию общественности и в соответствии со здравым смыслом». Юридически это происходило следующим образом: по некоторым городам были изданы указы о возвращении исторического названия (возвращающие прежнее название), по другим — указы об отмене предыдущих указов в части переименования (отменяющие действие акта о переименовании).

## История

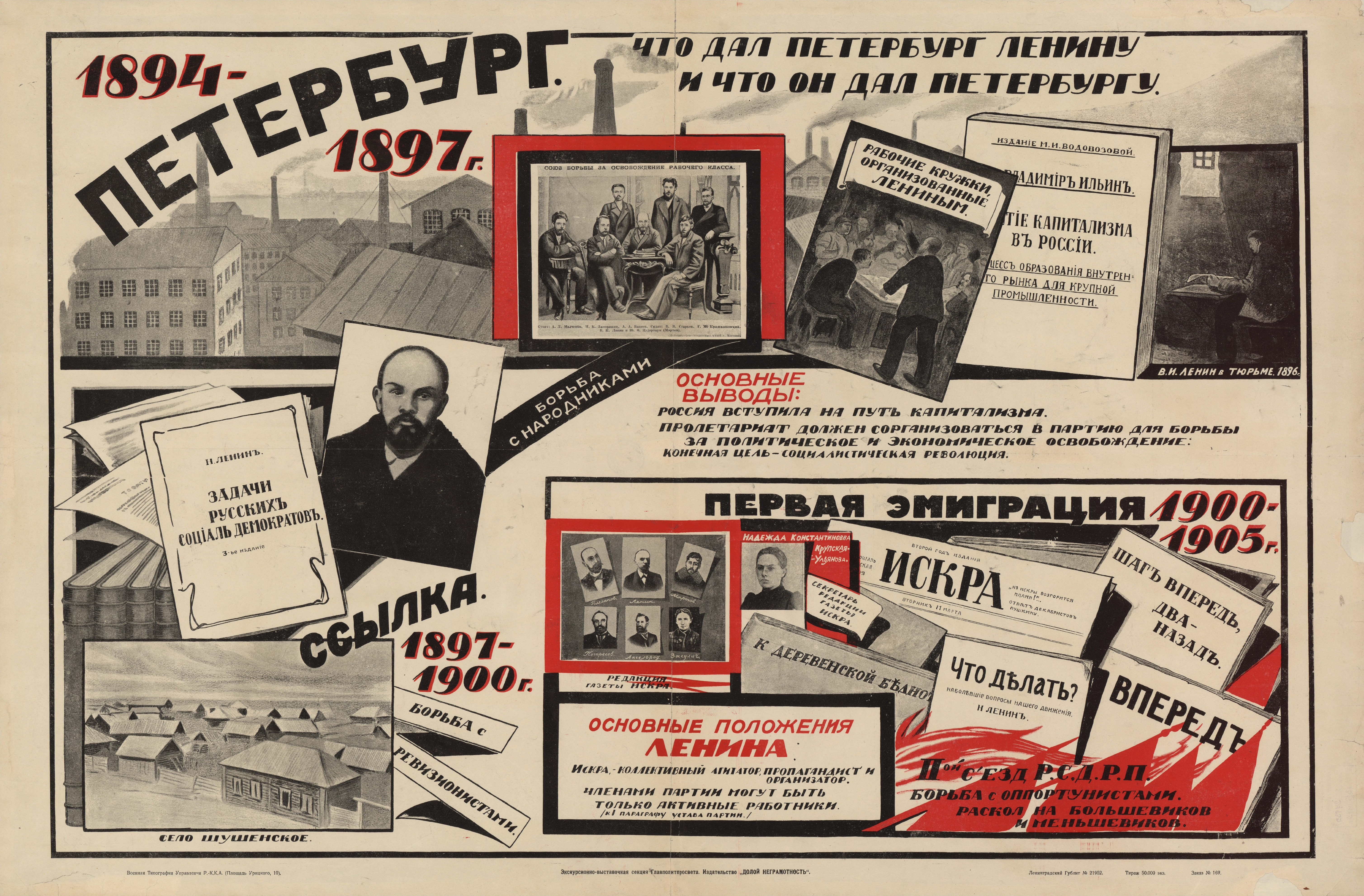
«Что дал Петербург Ленину и что он дал Петербургу». Советский агитплакат

Владимир Ильич Ленин (как и Карл Маркс и Фридрих Энгельс до него были ярыми противниками собственного возвеличения) выступал категорически против увековечивания его имени в названиях городов, улиц и т. д. Но после смерти Ленина, вопреки его воле и несмотря на возражения Надежды Крупской, с 1924 года началась кампания по массовому переименованию памятных мест, и его имя использовалось Сталиным в интересах создания собственного культа, для прикрытия кампании по разрушению исторических названий в соответствии с культовой моделью тотальных переименований. В рамках этой кампании именем Сталина были названы следующие города: Юзовка — Сталино (1924), Царицын — Сталинград (1925), Душанбе — Сталинабад (1929), Новокузнецк — Сталинск (1932), Бобрики — Сталиногорск (1933), Цхинвал — Сталинири (1934), не считая колхозов, посёлков и мелких селений. В сталинский период имя на карте стало своеобразной «наградой», которой Сталин одаривал приближённых за лояльность и послушность. Обозначения на карте возникали и исчезали в соответствии с политической конъюнктурой. Практика «сталинианы» в названиях городов получила новый импульс после 1945 года. После размещения контингентов советских войск в странах Восточной Европы географические названия, включающие в себя имя Сталина, стали массово появляться за пределами СССР: города Варна в Болгарии и Брашов в Румынии переименовали в Сталин, город Катовице в Польше назвали Сталиногруд, в Венгрии строили Сталинварош, в ГДР — Сталинштадт, в Албании — Сталин.
Известны случаи, когда сталинские «фавориты», фамилиями которых Сталин переименовывал города, возражали против помпезности вокруг увековечивания своего имени в названиях. 7 октября 1932 года, в ознаменование 40-летней литературной деятельности советского писателя Максима Горького, город Нижний Новгород был переименован в Горький, хотя сам он был против, а своим родным и близким запретил в разговоре называть Нижний Новгород по-новому и вообще был не согласен с развёрнутой Сталиным кампанией по переименованию городов.
Наконец, чтобы ограничить практику замены исторических названий городов именами советских «святых», в 1957 году по инициативе Никиты Хрущёва был издан Указ Президиума Верховного Совета СССР, который запрещал давать названия в честь здравствующих людей, после чего некоторым городам, переименованным в честь живших на тот момент людей, были возвращены прежние имена.

## Предпосылки
Как отмечал Э. М. Мурзаев в 1988 году, советская топонимика за последние полвека понесла большой урон, часто повторяются одни и те же названия, что неблагоприятно сказывалось на хозяйственном механизме.

Советская общественность уделяет большое внимание вопросам наименования городов, посёлков, вообще населённых мест. Всё чаще и громче раздаются голоса за возврат старых названий древних городов, имена которых тесно связаны с нашей государственностью и культурой.— Эдуард Мурзаев, 1988 год
Переименования городов в честь партийных деятелей продолжались до середины 1980-х гг. Последние случаи переименования относятся к периоду, когда на пост Генерального секретаря ЦК КПСС заступил М. С. Горбачёв. 27 апреля 1985 года город Шарыпово был переименован в Черненко, в честь бывшего генсека К. У. Черненко, скончавшегося в занимаемой должности. Как отметил по этому поводу в своём дневнике советский географ Б. С. Хорев:

27.04.85 Опять переименования. Переименовали Шарыпово — новый город, столицу (будущую) КАТЭК в Черненко […] Уж ежели невтерпёж переименовывать, то берите новые города, возникшие на месте сёл, на пустом месте, а не исторические. Можно переименовать Шарыпово, но нельзя Ижевск! (Тем паче говорят, что Устинов звучит не совсем благозвучно для удмуртов, которых никто не спросил). Издеваемся над географической картой как можем. Не дай Бог, Ставрополь станет Горбачёвым… Нет, наше поколение у власти должно быть умнее и культурнее! Время недоучек 20-х годов прошло.— Борис Хорев
Вопрос о переименовании Горького поднимался ещё в середине 1950-х гг. на волне Хрущёвской оттепели и широко обсуждался в 1980-е, но до возвращения городу исторического названия дело дошло только в 1990 году.
В апреле 1989 года в Москве состоялась первая Всесоюзная научно-практическая конференция «Исторические названия — памятники культуры», организованная Советским фондом культуры и Академией наук СССР. Лингвисты, историки, географы, краеведы, представители общественности из 87 городов СССР, почти из всех республик, обсуждали актуальные вопросы восстановления, охраны и изучения исторических имён городов, посёлков, улиц. В конференции приняли участие такие видные учёные, как академик Н. И. Толстой, член-корр. АН СССР В. Л. Янин, член-корр. АН УССР А. П. Непокупный. Практическим результатом конференции стал опубликованный учёными «Список исторических названий городов, подлежащих первоочередному возвращению»:
| Историческое название | Название по сост. на апрель 1989 |
| --------------------- | -------------------------------- |
| Акмолинск             | Целиноград                       |
| Аулие-Ата             | Джамбул                          |
| Багдади               | Маяковский                       |
| Вятка                 | Киров                            |
| Гжатск                | Гагарин                          |
| Гянджа                | Кировабад                        |
| Илеть                 | Красногорский                    |
| Кёнигсберг            | Калининград                      |
| Козлов                | Мичуринск                        |
| Корела                | Приозерск                        |
| Луганск               | Ворошиловград                    |
| Нижний Новгород       | Горький                          |
| Озургеты              | Махарадзе                        |
| Пишпек                | Фрунзе                           |
| Раненбург             | Чаплыгин                         |
| Сенаки                | Цхакая                           |
| Самара                | Куйбышев                         |
| Сергиев Посад         | Загорск                          |
| Сновск                | Щорс                             |
| Спасск                | Беднодемьяновск                  |
| Тверь                 | Калинин                          |
| Тильзит               | Советск                          |
| Ходжент               | Ленинабад                        |
| Шлиссельбург          | Петрокрепость                    |
| Мариуполь             | Жданов                           |

 — историческое название возвращено
 — название возвращено с учётом местного произношения
 — присвоено другое название
 — название не возвращено

## Сталинское время
В рамках устранения Сталиным своих политических соперников были переименованы населённые пункты, названия которых были связаны с именами опальных деятелей. Гатчине, переименованной в Троцк, а затем ставшей Красногвардейском, в 1944 году, на завершающем этапе сталинской эпохи, было возвращено исходное название.
| возвращённое (данное) название | отменённое название | дата указа     |
| ------------------------------ | ------------------- | -------------- |
| Гатчина                        | Красногвардейск     | 23 января 1944 |
| Енакиево                       | Орджоникидзе        | 1943           |
| Павловск                       | Слуцк               | 23 января 1944 |

## После смерти Сталина
После смерти Сталина, после доклада «О культе личности и его последствиях», в рамках кампании по десталинизации были переименованы населённые пункты с именем Сталина и личностей, ассоциирующихся с его эпохой.
| возвращённое название | отменённое название | дата указа     | причина                                           |
| --------------------- | ------------------- | -------------- | ------------------------------------------------- |
| Бердянск              | Осипенко            |                |                                                   |
| Душанбе               | Сталинабад          |                | борьба с культом личности Сталина                 |
| Луганск               | Ворошиловград       | 5 марта 1958   | участие К. Е. Ворошилова в «антипартийной группе» |
| Новокузнецк           | Сталинск            |                | борьба с культом личности Сталина                 |
| Оренбург              | Чкалов              | 4 декабря 1957 |                                                   |
| Пермь                 | Молотов             | 2 октября 1957 | участие В. М. Молотова в «антипартийной группе»   |
| Рыбинск               | Щербаков            | 1957           |                                                   |
| Уссурийск             | Ворошилов           | 1957           | участие К. Е. Ворошилова в «антипартийной группе» |
| Цхинвали              | Сталинири           |                | борьба с культом личности Сталина                 |

## Позднесоветский этап

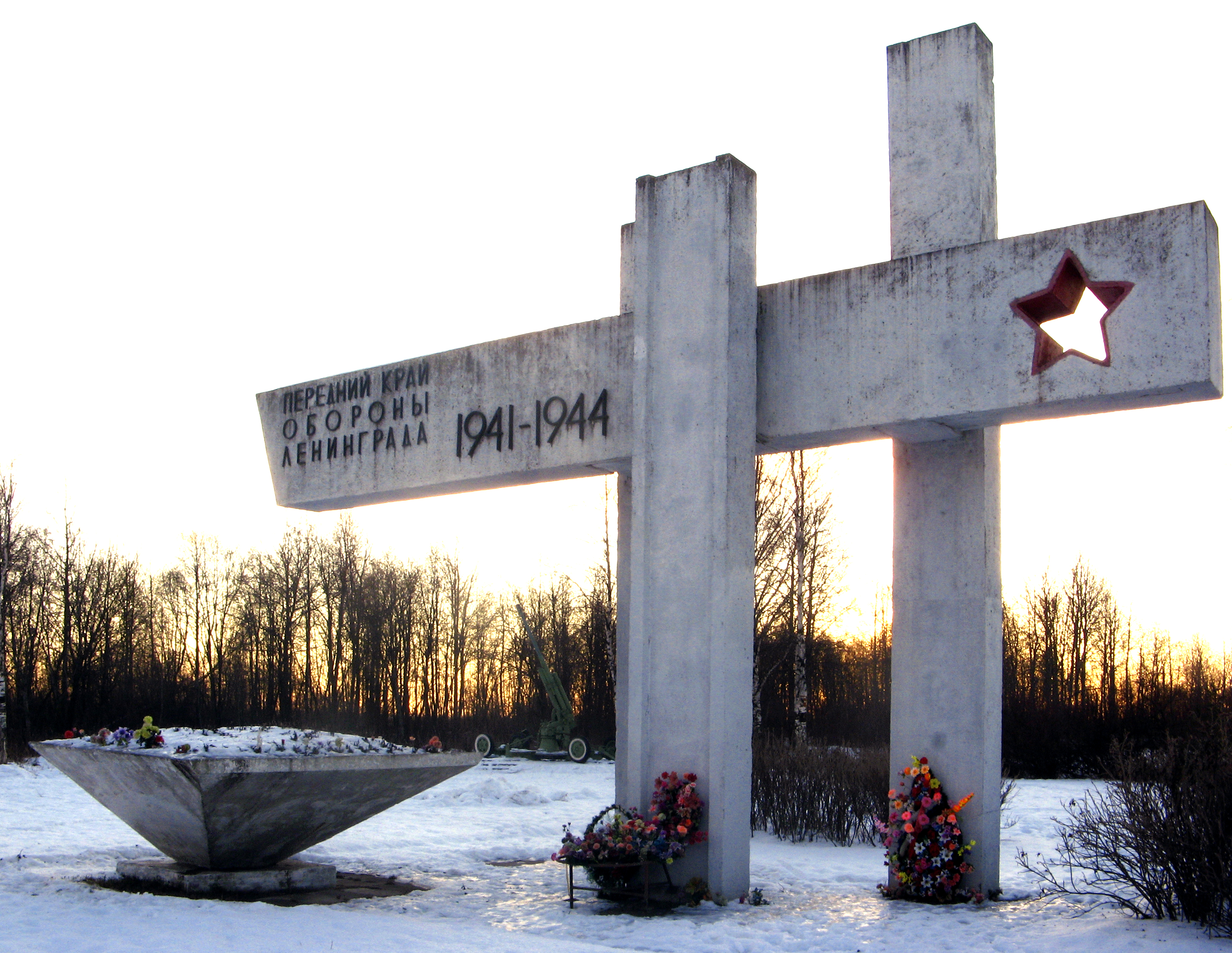
Некоторые монументы на территории России сохраняют на себе советские названия городов

После перестройки представления к переименованию населённых пунктов подготовил Совет по топонимии Советского фонда культуры.
| возвращённое название | отменённое название | дата указа            |
| --------------------- | ------------------- | --------------------- |
| Актау                 | Шевченко            | 13 сентября 1991      |
| Армавир               | Октемберян          | 13 сентября 1991      |
| Багдати               | Маяковский          | 1990 год              |
| Бишкек                | Фрунзе              | 5 февраля 1991        |
| Ванадзор              | Кировакан           | 13 сентября 1991      |
| Владикавказ           | Орджоникидзе        | 20 июля 1990          |
| Екатеринбург          | Свердловск          | 24 сентября 1991      |
| Гюмри                 | Ленинакан           | 21 сентября 1991 года |
| Гянджа                | Кировабад           | 30 декабря 1989       |
| Дедоплис-Цкаро        | Цители-Цкаро        | 1991 год              |
| Жаркент               | Панфилов            | 1991 год              |
| Ижевск                | Устинов             | 19 июня 1987          |
| Лиски                 | Георгиу-Деж         | 1991                  |
| Луганск               | Ворошиловград       | 4 мая 1990            |
| Мариуполь             | Жданов              | 13 января 1989        |
| Мартвили              | Гегечкори           | 1990 год              |
| Набережные Челны      | Брежнев             | 28 декабря 1987       |
| Нижний Новгород       | Горький             | 22 октября 1990       |
| Озургети              | Махарадзе           | 15 мая 1989           |
| Рыбинск               | Андропов            | 2 марта 1989          |
| Самара                | Куйбышев            | 25 января 1991        |
| Санкт-Петербург       | Ленинград           | 6 сентября 1991       |
| Сенаки                | Цхакая              | 1989 год              |
| Сергиев Посад         | Загорск             | 23 сентября 1991      |
| Тверь                 | Калинин             | 16 июля 1990          |
| Харагаули             | Орджоникидзе        | 1989 года             |
| Хони                  | Цулукидзе           | 1989 год              |
| Худжанд               | Ленинабад           | 26 февраля 1991       |
| Шарыпово              | Черненко            | 28 декабря 1988       |

## Оценки
Я почти что всю жизнь, наверное, ждал этой минуты, когда я выйду из поезда, а окажусь не в Ленинграде, а в Санкт-Петербурге.